# Sorte kugler
Sorte kugler er en dansk dramafilm af Anders Matthesen. Filmen er blevet til igennem en filmaftale mellem TV 2 og Nimbus Film.
Aftalen mellem TV 2 og Nimbus Film er unik, da den stipulerer, at der skal være mindst to debutanter blandt filmens kreative kræfter. Det har betydet, at filmen har en debuterende instruktør i sædet, idet komikeren Anders Matthesen instruerer den. Filmen havde premiere den 12. juni 2009.
Sangen "Fløjter Rundt" blev indspillet af Østkyst Hustlers og brugt til introen.
Ved Zulu Awards 2010 vandt filmen prisen for Årets Danske Film, mens Matthesen fik prisen for Årets Danske Skuespiller og Iben Dorner vandt prisen for Årets Danske Kvindelige Birolle. Samme år vandt filmen Publikumsprisen ved Robertuddelingen.
Hindi-filmen "Thank God (en)" (2022) er en genindspilning af denne film.

## Medvirkende
- Anders Matthesen – Alex Klein
- Iben Dorner – Dorthe Faunsbøll (Alex's kæreste)
- Malou Batz - Celeste Klein Faunsbøll (Alex's datter)
- Søren Rislund – Lurifax
- Jakob Fauerby - Ingolf
- Bengt Burg - Sig selv
- Søren Malling – Læge
- Thomas Hartmann - Marc Jespersen (Alex's chef)
- Linda P - Judith (Alex's søster)
- Kit Eichler - Alex & Judith's mor
- Jack Arnold - Rasmus
- Mathilde Norholt - Nadja
- Elias Ehlers - Parfumeprins
- Audrey Castaneda - Advokat
- Lasse Dam - Politikollega
- Tanne Sommer - Barista
- Julie Lund - Simone
- Thomas Christiansen - Rocker
- Rene Dif - Sig selv
- Morten Roed Frederiksen - John

## Soundtrack
| 1.    | "Fløjter rundt"                         | Anders Matthesen & Østkyst Hustlers | 3:10 |
| 2.    | "Don't go"                              | Anders Matthesen & Vincent van GoGo | 4:36 |
| 3.    | "Hun Er Fri (Kvinden Og Lottokuglerne)" | Tue West                            | 3:48 |
| 4.    | "De Drømmer (feat. USO"                 | Anders Matthesen & Johnson          | 6:11 |
| 5.    | "Kom Igen"                              | Kim Larsen                          | 2:42 |
| 6.    | "Love It Too"                           | Michelle Darling                    | 3:57 |
| 7.    | "Video video"                           | Jens Brixtofte                      | 2:38 |
| 8.    | "Sorte Kugler"                          | Anders Matthesen                    | 3:35 |
| 30:37 |                                         |                                     |      |